# Увини, Бруно
Бруно Увини Бортоланса (порт. Bruno Uvini Bortolança; род. 3 июня 1991[…], Капивари, Сан-Паулу) — бразильский футболист, защитник клуба «Гремио». Выступал в сборной Бразилии.

## Клубная карьера
Большую часть своей молодёжной карьеры Увини провёл в «Сан-Паулу», с которыми и подписал в 2009 году свой первый взрослый контракт. За время проведённое в «Сан-Паулу» молодому защитнику удалось лишь 8 раз выйти на поле в матчах чемпионата Бразилии, а также один матч в национальном кубке.
14 февраля 2012 года было объявлено, что Бруно Увини переходит на полгода на правах аренды в лондонский «Тоттенхэм». Также соглашение предусматривало выкуп игрока по окончании сезона за 3,7 миллиона евро. Однако, за полгода пребывания в Англии Бруно ни разу не вышел на поле в составе «Тоттенхэма» и после окончания аренды вернулся в Сан-Паулу.
Летом 2012 года большое количество клубов называлось в числе претендентов на покупку капитана молодёжной сборной Бразилии. Среди потенциальных покупателей значились донецкий «Шахтёр», итальянские «Сампдория» и «Рома». Но 30 августа было объявлено, что футболист переходит в «Наполи». В сезоне 2015/16 на правах аренды выступал за нидерландский «Твенте».

## Карьера в сборной
На молодёжном уровне Бруно Увини в 2011 году стал чемпионом мира среди игроков не старше 20 лет. Летом 2012 года Увини принял участие в летних Олимпийских играх в Лондоне, но сыграл на турнире всего один матч, тем не менее сборная Бразилии заняла 2-е место и Бруно стал обладателем серебряной медали. Во взрослой сборной Бразилии Увини дебютировал в матче против сборной Дании, заменив в самом конце матча Халка. В матче против сборной Мексики Увини вновь вышел на замену, а уже следующий матч против сборной Аргентины Бруно Увини начал в основном составе и отыграл все 90 минут.

## Достижения
Сборная Бразилии
- Чемпион мира среди юношей до 20 лет (1): 2011
- Чемпион Южной Америки среди юношей до 20 лет (1): 2011

## Статистика выступлений
По состоянию на 12 декабря 2013 г.
| Клуб              | Сезон            | Лига | Лига | Кубки | Кубки | Кубки Южной Америки / Еврокубки | Кубки Южной Америки / Еврокубки | Прочие | Прочие | Итого | Итого |
| Клуб              | Сезон            | Игры | Голы | Игры  | Голы  | Игры                            | Голы                            | Игры   | Голы   | Игры  | Голы  |
| ----------------- | ---------------- | ---- | ---- | ----- | ----- | ------------------------------- | ------------------------------- | ------ | ------ | ----- | ----- |
| Сан-Паулу         | 2010             | 2    | 0    | 0     | 0     | 0                               | 0                               | 2      | 0      | 2     | 0     |
| Сан-Паулу         | 2011             | 6    | 0    | 0     | 0     | 0                               | 0                               | 0      | 0      | 6     | 0     |
| Сан-Паулу         | 2012             | 0    | 0    | 1     | 0     | 0                               | 0                               | 0      | 0      | 1     | 0     |
| Сан-Паулу         | Итого            | 8    | 0    | 1     | 0     | 0                               | 0                               | 0      | 0      | 9     | 0     |
| Тоттенхэм Хотспур | 2011/12          | 0    | 0    | 0     | 0     | 0                               | 0                               | 0      | 0      | 0     | 0     |
| Тоттенхэм Хотспур | Итого            | 0    | 0    | 0     | 0     | 0                               | 0                               | 0      | 0      | 0     | 0     |
| Наполи            | 2012/13          | 0    | 0    | 0     | 0     | 0                               | 0                               | 0      | 0      | 0     | 0     |
| Наполи            | 2013/14          | 1    | 0    | 0     | 0     | 0                               | 0                               | 0      | 0      | 1     | 0     |
| Наполи            | Итого            | 1    | 0    | 0     | 0     | 0                               | 0                               | 0      | 0      | 1     | 0     |
| Всего за карьеру  | Всего за карьеру | 9    | 0    | 1     | 0     | 0                               | 0                               | 0      | 0      | 10    | 0     |

## Матчи за сборную
| № | Дата        | Место проведения | Оппонент  | Счёт | Голы | Соревнование      |
| 1 | 26 мая 2012 | Гамбург          | Дания     | 3:1  | —    | Товарищеский матч |
| 2 | 3 июня 2012 | Даллас           | Мексика   | 0:2  | —    | Товарищеский матч |
| 3 | 9 июня 2012 | Нью-Джерси       | Аргентина | 3:4  | —    | Товарищеский матч |